# Dark Peak

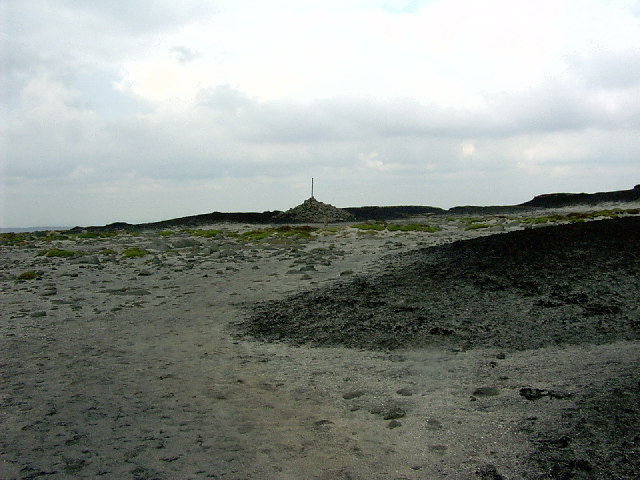
La cumbre de Bleaklow, la segunda colina más alta de Dark Peak

Dark Peak es la parte más alta de Peak District en Inglaterra, formando principalmente la sección norte pero también extendiéndose hacia el sur hasta sus márgenes este y oeste. Está principalmente en el condado de Derbyshire, pero hay partes en Staffordshire, Cheshire, Gran Mánchester, Yorkshire del Oeste y Yorkshire del Sur. High Peak es un nombre alternativo para Dark Peak, pero High Peak también es el nombre de un distrito administrativo de Derbyshire que incluye parte de White Peak.

## Descripción
Recibe su nombre porque (en contraste con White Peak), la piedra caliza subyacente está cubierta por una capa de areniscas con esquisto más suave debajo, lo que significa que en invierno el suelo casi siempre está saturado de agua. Por lo tanto, la tierra es en gran parte mesetas de páramos deshabitadas donde casi todas las depresiones están llenas de pantanos de esfagno y turba negra. 
Las áreas de Millstone Grit forman una 'herradura invertida' alrededor de las áreas inferiores de piedra caliza sin tapar del White Peak, encerrándolo al oeste, norte y este. Por lo tanto, se dice que Dark Peak cubre los páramos más altos del norte entre Hope Valley al sur y Tame Valley, Standedge y Holme Valley al norte, separándolos de los Peninos del sur, los páramos occidentales que se extienden hacia el sur hasta cerca del valle de Churnet, y los páramos orientales hacia el sur en dirección a Matlock. Dark Peak es una de las 159 áreas de carácter nacional definidas por Natural England, cubriendo 86 604 hectáreas e incluyendo el bloque de colinas del norte delimitado aproximadamente por Marsden, Stocksbridge, Hathersage y Chapel-en-le-Frith, más los páramos del este entre Hathersage y Matlock, pero excluyendo los páramos del oeste entre Chapel y el valle de Churnet, y el área alrededor de Glossop.
Un área de 31 852 hectáreas está designada como el sitio de especial interés científico Dark Peak (SSSI por sus siglas en inglés), que excluye los páramos orientales designados por separado. El SSSI se extiende más allá de las fronteras hacia el Gran Manchester y Yorkshire del Oeste. Una gran parte del SSSI está incluida en el Área Especial de Conservación de South Pennine Moors.
Las principales áreas de tierras altas dentro de Dark Peak incluyen Kinder Scout, Bleaklow (ambas se elevan a más de 600 m), Black Hill, the Roaches, Shining Tor, Mam Tor, Win Hill y Stanage Edge.